# Fort Sancti Spiritu
Le fort Sancti Spiritu (aussi Santo Spirito) était le premier foyer de peuplement espagnol sur l’actuel territoire argentin. Il fut fondé le 27 février 1527, à l’initiative de l’explorateur italien Sébastien Cabot, sur la rive du río Carcarañá, près de son embouchure dans le río Coronda, à 6 km au nord du confluent de celui-ci avec le río Paraná, dans l’extrême sud-est de l’actuelle petite localité de Puerto Gaboto, soit à une soixantaine de km au nord de la ville de Rosario. La petite colonie, qui vécut initialement en bons termes avec les indigènes, alla jusqu’à posséder une chapelle, dans laquelle se célébrèrent des mariages entre Espagnols et Guaranis. Cependant, les mauvais traitements que ces derniers eurent à subir de la part des chefs espagnols les portèrent en 1527 à détruire complètement cette première implantation européenne, au bout de seulement deux ans et demi d’existence. Le fort, dont subsistent quelques vestiges, mis au jour par des fouilles menées en particulier dans la décennie 2000, a été partiellement reconstruit et constitue aujourd’hui un parc archéologique et a rang de Musée national.

## Histoire

### Expédition de Sébastien Cabot
Le 3 avril 1526, une expédition, dirigée par Sébastien Cabot et composée d’un peu plus de deux cents hommes répartis sur quatre vaisseaux, prit la mer au départ du port Espagne|espagnol de Sanlúcar de Barrameda à destination des îles Moluques, via le détroit de Magellan.
Début novembre, elle atteignit Porto dos Patos (l’actuel Florianópolis) sur l’île Sainte-Catherine (aujourd’hui brésilienne, Ilha de Santa Catalina), où elle découvrit deux naufragés du deuxième voyage de l’expédition de Juan Díaz de Solís (Juan Díaz de Solís avait été tué par les Indiens Charruas lors du premier voyage en 1516), qui l’informèrent des supposées richesses fabuleuses d’un roi blanc et d’un lieu dénommé Sierra de la Plata. À l’écoute de ces récits, Cabot décida, pour son compte et sans en référer aux autorités espagnoles, de s’écarter de sa mission (qui était de trouver un itinéraire de navigation plus court pour parvenir aux Indes), donc d’abandonner la destination des Moluques, et de mettre le cap, en février 1527, vers le sud, jusqu’à l’embouchure du fleuve alors encore appelé río de Solís (puisque De Solís en avait fait la découverte en 1515), et que l’on commençait à nommer Río de la Plata. Il remonta le cours dudit fleuve jusqu’à une île qu’il nomma Saint-Gabriel (San Gabriel), l’ayant en effet abordée le 18 mars, c'est-à-dire à la saint Gabriel. Près de cette île, située dans le territoire auquel ils donnèrent nom Bande orientale (correspondant grosso modo à l’Uruguay actuel), ils s’établirent dans un accul par eux nommé San Lázaro, lequel donc est le premier établissement européen dans cette partie de l’Amérique.
Entre-temps, ils avaient fait la rencontre du mousse Francisco del Puerto, unique survivant d’un petit détachement qui, lors du premier voyage de De Solís, avait débarqué, sous la conduite de ce dernier, sur le rivage et avait été attaqué et massacré par les indigènes, à l’exception de Del Puerto, lequel, en raison sans doute de son âge, fut épargné et recueilli par les Indiens. Del Puerto, libéré par Cabot, s’offrit alors à leur signaler le chemin vers la convoitée Sierra de la Plata, qui en réalité se trouvait dans une région (non encore conquise) du Pérou et du Haut-Pérou. En mai, Cabot décida de laisser sur place les navires Trinidad et Santa María avec une trentaine d’hommes sous le commandement de Antón de Grajeda, et les chargea de construire entre-temps un fort plus sûr dans un endroit appelé San Salvador, également dans la Bande orientale. Le capitaine pour sa part repartit avec ce qui restait d’hommes à bord des vaisseaux San Gabriel et de la goélette Santa Catalina, naviguant sur le río Paraná de las Palmas jusqu’à l’embouchure du río Carcarañá dans le río Coronda.

### Fondation de Sancti Spiritu
Le 27 mai 1527, ils mirent pied à terre sur la rive gauche de la rivière Carcarañá, dans l’angle que forme cette rivière avec le río Coronda, à six km environ au nord du confluent du Coronda et du río Paraná, à mi-chemin entre les actuelles villes de Rosario et de Coronda. Là, sur une berge saillante de six mètres de haut, ils fondèrent le fort Sancti Spiriti et élevèrent en outre une vingtaine de maisons, faisant ainsi de ce site le premier foyer de peuplement blanc sur le territoire de l’actuelle Argentine.
Dans les débuts de la colonie, les Indiens guaraní carcarañá consentirent à collaborer avec les Espagnols tant pour la construction du village que pour les cultures de blé et d’orge, qui furent les premières jamais effectuées en Amérique du Sud.
L’ecclésiastique García érigea una petite chapelle, la première qu’il y eut jamais dans le Río de la Plata, où il lut la messe les dimanches, lundis et vendredis, et où furent célébrés les premiers mariages entre olivâtres et blancs.
Les travaux de construction du fort furent achevés le 9 juin 1527, jour de la pentecôte, raison pour laquelle Cabot donna au fort le nom latin de Sancti Spiritu (Esprit saint). Le fort élevé sur la berge était cerné d’une douve de trois mètres de large pour quarante de long, formant demi-cercle et doublée d’une palanque faite de pieux pointus. Il possédait deux tours de guet et, au-dedans de l’enceinte, une maison de pisé à armature de bois et toit de chaume qui servait de quartier-général. Cabot se fit aménager dans le fort une pièce décorée de cuirs portant des dessins en relief.
L’on construisit également une brigantine, et Cabot, après avoir nommé Gregorio Caro capitaine du fort et lui avoir laissé une trentaine d’hommes pour le défendre, remonta le 23 décembre avec 130 hommes d’équipage le fleuve Paraná à la recherche du roi blanc, et aborda une île qu’il baptisa Año Nuevo (Nouvel An). Il résolut toutefois bientôt de retourner au río Carcarañá, par crainte des indigènes dont il avait incendié les huttes et tué plusieurs d’entre eux — ce fut là au demeurant la première tuerie d’indigènes dans cette partie de l’Amérique. Ensuite, il poursuivit son périple jusqu’à l’embouchure du río Paraguay, qu’il dépassa, continuant vers l’amont sur le Paraná, jusqu’à atteindre en février 1528 un hameau guaraní, dont le chef s’appelait Yaguarón ; il nomma ce lieu Santa Ana (Sainte-Anne), embryon de l’actuelle petite ville argentine d'Itatí, dans la province de Corrientes. Il entreprit ensuite de remonter la rivière Paraguay, s’avançant avec sa brigantine jusqu’à l’embouchure du río Bermejo, où l’expéditon se trouva face à la tribu des Agaces, qui leur tendirent une embuscade, dans laquelle périrent plusieurs hommes. Redoutant des déboires plus grands encore, il préféra en avril 1528 revenir à Sancti Spiritu.

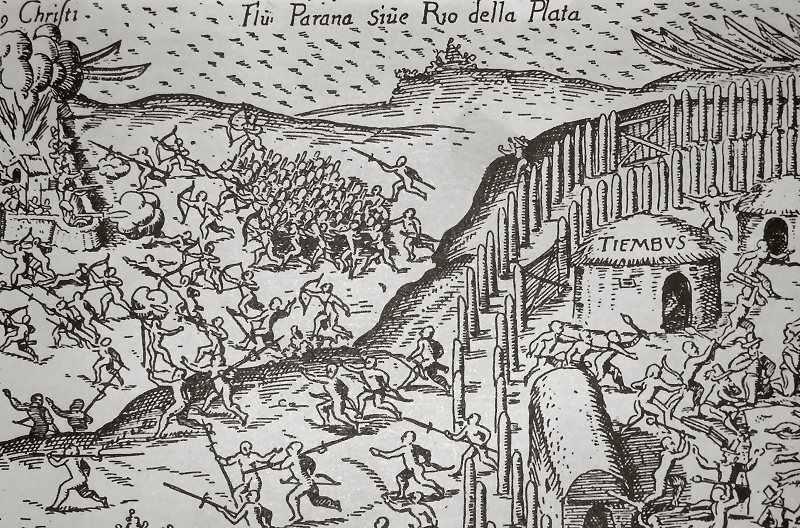
Destruction du fort Sancti Spiritu. Illustration du livre Abenteuer in Südamerika 1535 bis 1554 du voyageur et chroniqueur allemand Ulrich Schmidl.

Entre-temps toutefois, en février de cette même année, était arrivée dans le Río de la Plata l’expédition de Diego García de Moguer. Naviguant en avril sur le Paraná, il découvrit fortuitement le fort Sancti Spiritu ; surpris et indigné, il ordonna au capitaine Caro de quitter les lieux, ces terres lui appartenant en effet en exclusivité attendu que c’était lui qui avait été désigné par l’Espagne pour les explorer. Mais, cédant aux instances de Caro et de ses gens qui le sollicitaient d’apporter son concours à Cabot, García continua son incursion vers l’amont et finit par rencontrer, entre les actuelles localités de Goya et de Bella Vista, le navigateur vénitien, qui sut achever de le convaincre et l’amener à coopérer avec lui dans le recherche de la Sierra de la Plata.
Cependant, à Sancti Spiritu, les Espagnols négligèrent la défense du fort et tendaient à relâcher la discipline, en particulier pendant les absences de Cabot. Si, au début, les colons avaient vécu en bonne entente avec les indigènes des environs, Cabot bientôt crut de son devoir de les maltraiter, persuadé que le respect que les Indiens lui rendraient serait en proportion directe de l’ampleur des châtiments qui leur seraient infligés. Ce traitement, ainsi que les exactions à l’égard du cacique Yaguari et les appropriations forcées de femmes indigènes, ne réussirent qu’à éveiller la haine des Indiens, lesquels prirent le fort d’assaut le 1er septembre 1529 avant l’aube. Les Espagnols n’eurent d’autre ressource que de se précipiter vers les brigantines, et seuls quelques-uns réussirent à se sauver.
À ce même moment, Sebastien Cabot et Diego García de Moguer se trouvaient dans le poste de San Salvador, occupés à préparer hommes et embarcations, ignorant de ce qui se passait à Sancti Spiritu, jusqu’à ce que les eussent rejoints Gregorio Caro et les rescapés porteurs de la terrible nouvelle de la destruction du fort. Aussitôt Cabot et García firent route vers le fort afin de sauver leurs hommes. Aux alentours de Sancti Spiritu, ils trouvèrent quelques cadavres horriblement mutilés, les brigantines défoncées et coulées, les entrepôts pillés et incendiés. Cabot alors prit la décision de retourner en Espagne, où il fut mis en jugement et condamné à quatre ans de bannissement à Oran. Il n’accomplira toutefois que la moitié de sa peine, car Charles Quint voudra le rétablir dans sa charge de pilote majeur. Ce qu’il rapporta de la Sierra del Plata incita d’autres voyageurs à explorer la région.
Seuls deux canons étaient demeurés sur place pour témoigner du premier ouvrage de fortification jamais élevé sur le territoire argentin.

### Événements ultérieurs
Une tour du fort se maintint debout pendant plusieurs années. En 1541, Domingo Martínez de Irala cloua une croix de bois parmi les ruines du fort et y laissa une lettre dans laquelle il relatait les déboires de la première tentative de fondation de Buenos Aires, laquelle lettre fut découverte en 1545.
En 1573, Jerónimo Luis de Cabrera, le fondateur de la ville de Córdoba, se proposa d’établir sur le site un port appelé San Luis, comme point de desserte navigable à l’usage de la province de Córdoba fraîchement créée. Cependant, après confrontation avec son compatriote mais aussi rival Juan de Garay, qui descendait le fleuve venant d'Asuncion, avec le même objectif de créer des « ports de terres », mais cette fois à l’usage de la zone du Paraguay, et après que les deux hommes eurent discuté sur le propos de savoir lequel des deux détenait le droit royal de s’implanter sur le site de l’ancienne tour de Cabot (aucun des deux du reste n’avait ce droit), Cabrera, qu’on appela alors de Córdoba, dut quitter les lieux. Ainsi la zone demeura-t-elle sous juridiction de Garay, puis du cabildo de Santa Fe.
Au XVIIe siècle, les pères franciscains y créèrent une réduction d’Indiens, à partir duquel se forma plus tard un petit village. Charles Darwin, qui était de passage dans ce village en 1832, observa comment le gouverneur de Santa Fe Estanislao López exerçait des représailles féroces à l’encontre des Tobas, Mocovís et Abipons.
En 1891 fut officiellement aménagé un port, qui reçut le nom de Puerto Gaboto, en souvenir du navigateur, la zone accueillant alors en effet une très importante immigration européenne, principalement en provenance d’Italie.
Le 4 février 1942, le gouvernement argentin, par décret nº 112765, déclara Lieu historique national le site où le fort fut fondé. Des fouilles entamées en 2006 permirent de mettre au jour des débris d’objets de céramique, de métal, de verre, de pierre, ainsi que des ossements et du charbon dans l’extrêmité sud de la localité de Puerto Gaboto, le long de la rivière Carcarañá, et de localiser ainsi l’ancien fort Sancti Spiritu.

## Fouilles et reconstitution du fort

### Antécédents

Le fort figure déjà sur l’une des premières cartes de l’Amérique du Sud (1562).

En 1898, le docteur Calixto Lassaga lança l’idée d’ériger à Puerto Gaboto un monument qui célébrât la première implantation européenne dans cette région du monde. L’historien Enrique de Gandía, membre de l’Académie nationale d’histoire, voulut endosser ce projet, mais ne parvint pas à le concrétiser.
Au cours de la décennie 1940, l’architecte Oscar Mongsfeld commença des recherches sur le terrain afin de déterminer l’emplacement du fort et présenta, trente ans après, un projet de reconstitution. Celui-ci cependant fut retardé et Mongsfeld décéda sans avoir pu mettre en œuvre son idée. L’architecte Emilio Maisonnave, plusieurs années plus tard encore, reprit le projet, en l’actualisant en fonction des caractéristiques du terrain et en le complétant à partir des études d’Amadeo Soler, historien de Puerto Gaboto.

### XXIesiècle
En décembre 2011, Guillermo Frittegotto, archéologue de Rosario, directeur de l’équipe de recherche instituée par le ministère de l’Innovation et de la Culture de la province de Santa Fe et par le Musée historique provincial de Rosario Dr. Julio Marc et cofinancée par le Conseil fédéral des Investissements, mit au jour de nouveaux vestiges de la structure du fort Sancti Spiritu, vestiges situés « en dehors de sa limite originale d’exploration (...) dans l’extrême sud-est de Puerto Gaboto, près du confluent des rivières Carcarañá et Coronda, à environ 15 mètres de chaque côté de ces deux cours d’eau. Cette zone pourrait être le remblai de la vallée d’inondation des deux rivières ». Il est précisé qu’en cherchant en dehors de l’aire du champ de fouilles originel « l’on eut la confirmation de la présence de structures dans le sous-sol, nous donnant à penser que le fort Sancti Spiritu allait au-delà des limites que nous avions imaginées jusque-là ». En contrepartie, une portion du site colonial a inexorablement disparu en raison des caractéristiques géographiques du lieu et de l’action érosive des eaux.
Les déblayements ont fait émerger les restes d’un mur de pisé, qui faisait partie intégrante de la structure même du fort. Outre des ossements, l’on trouva différents types de céramique européenne, des outils indigènes, des objets métalliques (tels qu’une clef et des clous forgés à tête carrée typiques du XVIe siècle), et plus de 300 débris de verre.
Pour Frittegotto, la théorie d’archéologues uruguayens, selon laquelle le premier établissement espagnol se serait situé sur le territoire de l’actuel Uruguay, est fausse : « En réalité, il n’y eut là qu’une implantation éphémère (des Espagnols en Uruguay), mais même pour cela il n’y a pas d’éléments probants ».

### Projet de reconstruction
Le projet propose que le terrain occupé par le futur monument Fort Sancti Spiritu ait la forme d’une ellipse dont les deux axes mesurent 90 et 66 mètres ; ce périmètre serait cerné d’un fossé et d’une palissade rustique faite de pieux verticaux en bois fichés dans un talus de terre consolidée. Au-dedans de ce périmère sera reconstruite la place d’armes, avec sa hampe principale pour hisser le drapeau, la chambre de Cabot sur l’axe principal à l’est, ses dépendances, les quartiers pour loger les gens de troupe et, enfin, les deux tours de guet. 
Pour ce qui est de l’emplacement, il ne fait plus guère de doute que le site historique est à situer, selon ce que l’Académie national d’histoire a pu déterminer, sur un point sis non loin de la berge de la rivière Carcaraña et sujet au risque d’inondation en période de crues ; selon l’Académie, la peupleraie bordant le Carcarañá peut être considérée comme faisant partie dans toute son extension de la zone dépendant directement du fort. Appartient également à l’ensemble la Croix des navigants, se dressant à quelques encablures en aval du fortin, à l’embouchure de la Carcarañá dans la Coronda, réplique de la croix plantée là par Sébastien Cabot comme une sorte de phare signalant la présence de chrétiens. Enfin, pour compléter le site, compte tenu que le fort possédait un port doté d’un chantier naval et offrant un lieu d’amarrage aux navires, l’on s’efforcera d’obtenir une réplique d’une brigantine, si possible du San Telmo, qui fut construit sur les lieux.
Le projet tel qu’indiqué fut approuvé par l’assemblée législative provinciale de Santa Fe (loi 10875 du 15 octobre 1992), laquelle déclarait « d’intérêt provincial la construction du monument commémoratif Fort Sancti Spiritu dans la localité de Puerto Gaboto », et autorisa la commune à exécuter le projet sur terrains appropriés. 
Le projet de reconstruction ne fut jamais mis à exécution en sa totalité, seule en effet ayant pu être menée à bien une phase initiale comprenant la douve, la palissade de pieux, le portail d’entrée et les hampes, en plus de la Croix des navigants disposée sur le confluent. En 2012, le site se trouvait à l’abandon, accaparé par les pâturages et défiguré par un complexe privé situé sur la même berge de la rivière, et quelques-uns de ses panneaux de présentation ont été dérobés.

## Histoire de Lucía de Miranda
L’origine de cette histoire remonte à un ouvrage de 1610, rédigé par Ruy Díaz de Guzmán, criollo originaire d’Asuncion, intitulé Historia Argentina del Descubrimiento, Población y Conquista de las Provincias del Río de la Plata (litt. Histoire argentine de la découverte, de la population et de la conquête des provinces du Río de la Plata), connu d’abord comme La Argentina, puis comme La Argentina manuscrita, ouvrage dans lequel apparaît un récit ayant pour décor le fort Sancti Spiritu et impliquant une jeune femme d’origine européenne, mais dont la véracité est mise en doute par les historiens.
Cette histoire relate les destinées de Lucía de Miranda, noble jeune dame andalouse éprise d’un soldat nommé Sebastián Hurtado. Par suite de l’opposition des parents de la jeune fille, les amoureux décidèrent de fuir leurs foyers respectifs et s’engagèrent dans l’expédition de Sébastien Cabot. Il est à souligner que ces prémisses du récit ne figurent pas dans la chronique de Ruy Díaz de Guzmán ; celui-ci présente, dans le chapitre VII du Livre I, les deux personnages comme membres de la dotation espagnole du fort. Après que le couple se fut installé à Sancti Spiritu, un cacique de la contrée, Mangoré, tombe amoureux de Lucía. Cependant, comme celle-ci le repoussait, le cacique conçut le dessein d’enlever Lucía et de détruire le fort, en profitant de ce que de nombreux Espagnols, parmi lesquels Hurtado lui-même, s’étaient éloignés du fort en quête de nourriture. Il y pénétra par ruse, en laissant à l’extérieur une troupe d’indigènes, qui se lancèrent à l’attaque quelque temps après, alors que les Espagnols dormaient. Au cours des combats qui s’ensuivirent, Mangoré fut tué par le capitaine Nuño de Lara, mais les Indiens, sous les ordres désormais de son frère Siripo, détruisirent de toute façon le fort et enlevèrent Lucía Miranda. Siripo s’enamoura à son tour de la jeune femme, en fit d’abord son esclave, puis l’éleva au statut d’épouse. Hurtado, revenu entre-temps au fort, tenta de délivrer son épouse, mais fut fait prisonnier. Siripo le condamna à mort, cependant l’Espagnole intercéda et obtint que le cacique lui laissât la vie sauve et lui permît de demeurer sur les lieux, moyennant sa parole qu’ils ne se vissent point, ni qu’il n’eût plus aucun rapport avec elle. Siripo accorda une femme à Hurtado, mais avec le temps celui-ci finit par rompre le pacte, et, les amants découverts, Siripo les condamna à mort. Sebastián Hurtado fut alors attaché à un arbre et occis à coups de flèches, tandis que Lucía fut brûlée vive sur un bûcher. Ce type de narration, mettant en scène un couple d’amoureux contrariés qui après avoir fui leurs familles, périssent de la manière décrite, était commune et apparaît dans plusieurs poèmes européens de l’époque.
S’il n’a jamais pu être démontré qu’une femme eût pris part à l’expédition de Cabot, il existe en revanche des preuves de l’existence d’un nommé Sebastián Hurtado dans le fort. Il n’y a pas d’éléments probants permettant de trancher si le récit est légendaire ou véridique, même s’il est généralement admis qu’il s’agit d’une création de l’auteur.
Le poète et dramaturge Manuel José de Lavardén se saisira de cette histoire à la fin du XVIIIe et en fera le sujet de sa tragédie en vers Siripo (1786), et plus tard encore, dans les années 1920, le compositeur argentin Felipe Boero composera à partir de cette œuvre un drame musical homonyme. 
Selon Luis Astrana Marín, auteur de la préface à l’édition en traduction espagnole des œuvres complètes de Shakespeare publiée par l’éditeur Aguilar en 1960, le poète anglais devait connaître quelqu’une des versions de cette histoire qui couraient en Europe vers le milieu du XVIe siècle, laquelle lui inspira peut-être les noms de Sebastian et Miranda, personnages de la Tempête.